# Mr. 305 Inc.
Mr. 305 Inc. é uma gravadora independente baseada em Miami, Flórida, fundada pelo rapper Pitbull. Inicialmente sendo apelido do Pitbull, 305 representa o código de área de Miami. O rótulo especializa-se em atos de hip-hop.

## Lista
Artistas
- Pitbull
- Fito Blanko
- Fuego
- Nayer
- Angel
- Sophia Del Carmen
- Vein
- Alexis & Fido
- El Cata
- Sensato
- Angel y Khriz
- Jamie Drastik
- David Rush
- Papayo
- Sincero
- Che'Nelle
- Justice Crew
- Daryn Gerad a.k.a. King Dinneroh 305 Middle east.
- Fat Joe

Produtores
- Motiff
- DJ Benedicto
- DJ Buddha
- DJ Noodles

## Álbuns
Pitbull
- 2009: Rebelution
- 2010: Armando
- 2011: Planet Pit
- 2012: Global Warming
- 2013: Meltdown (EP)

Nayer
- TBA

Fito Blanko
- TBA: First Class

Sophia Del Carmen
- 2013: TBA[3]

## Mixtapes
Pitbull
- 2009: The Streets Are Talking
- 2009: International Takeover: The United Nations
- 2010: Mr. Worldwide

Jamie Drastik
- 2011: Champagne And Cocaine[4]
- 2012: September[5]